# Slagelse Herred
Slagelse Herred var et herred i Sorø Amt. Herredet hørte i middelalderen under Sjællands Vestersyssel der i 1660 blev ændret til Korsør- og Antvorskov Amter, indtil de i 1798 (i henhold til reformen i 1793) blev en del af Sorø Amt.
I herredet ligger købstæderne Slagelse og Korsør samt følgende sogne:
- Antvorskov Sogn (Ej vist på kort)
- Boeslunde Sogn
- Gerlev Sogn
- Gudum Sogn
- Halskov Sogn (Ej vist på kort)
- Hejninge Sogn
- Hemmeshøj Sogn
- Kindertofte Sogn
- Lundforlund Sogn
- Nordrupvester Sogn
- Nørrevang Sogn (Ej vist på kort)
- Ottestrup Sogn
- Sankt Mikkels Sogn (Ej vist på kort)
- Sankt Peders Sogn (Ej vist på kort)
- Sankt Povls Sogn (Ej vist på kort)
- Slots Bjergby Sogn
- Sludstrup Sogn
- Sorterup Sogn
- Kirke Stillinge Sogn
- Sønderup Sogn
- Tårnborg Sogn
- Vemmelev Sogn